# Calyptrozyma arxii
Calyptrozyma arxii är en svampart som beskrevs av Boekhout & Spaay 1995. Calyptrozyma arxii ingår i släktet Calyptrozyma, klassen Eurotiomycetes, divisionen sporsäcksvampar och riket svampar.   Inga underarter finns listade i Catalogue of Life.